# Elviye-i Selâse
Elviye-i Selâse ist ein osmanischer Terminus, der die drei Sandschaks bedeutet. Liva bzw. in anderer Transkription Liwa ist das arabische Wort für Sandschak, Elviye die nach den Regeln der arabischen Grammatik davon gebildete Pluralform.
Im Osmanischen Reich wurde dieser Ausdruck als verwaltungsgeographischer Terminus für diverse Gebiete verwendet, die aus drei Provinzen bestanden, die untereinander eine Gemeinsamkeit aufwiesen. So wurde er für die drei Provinzen Selânik, Manastır und Kosova, sowie die Sandschaks Yanya, Tırhala und Manastır. Insbesondere wurde er aber in der Zeit zwischen den 1870er Jahren und der Zeit nach dem Ersten Weltkrieg zur feststehenden Bezeichnung für die 1878 im Vertrag von San Stefano, bestätigt durch den Berliner Vertrag, vom Osmanischen Reich an das Russische Reich abgetretenen drei Sandschaks von Kars, Ardahan und Batum und deren Gebiet.

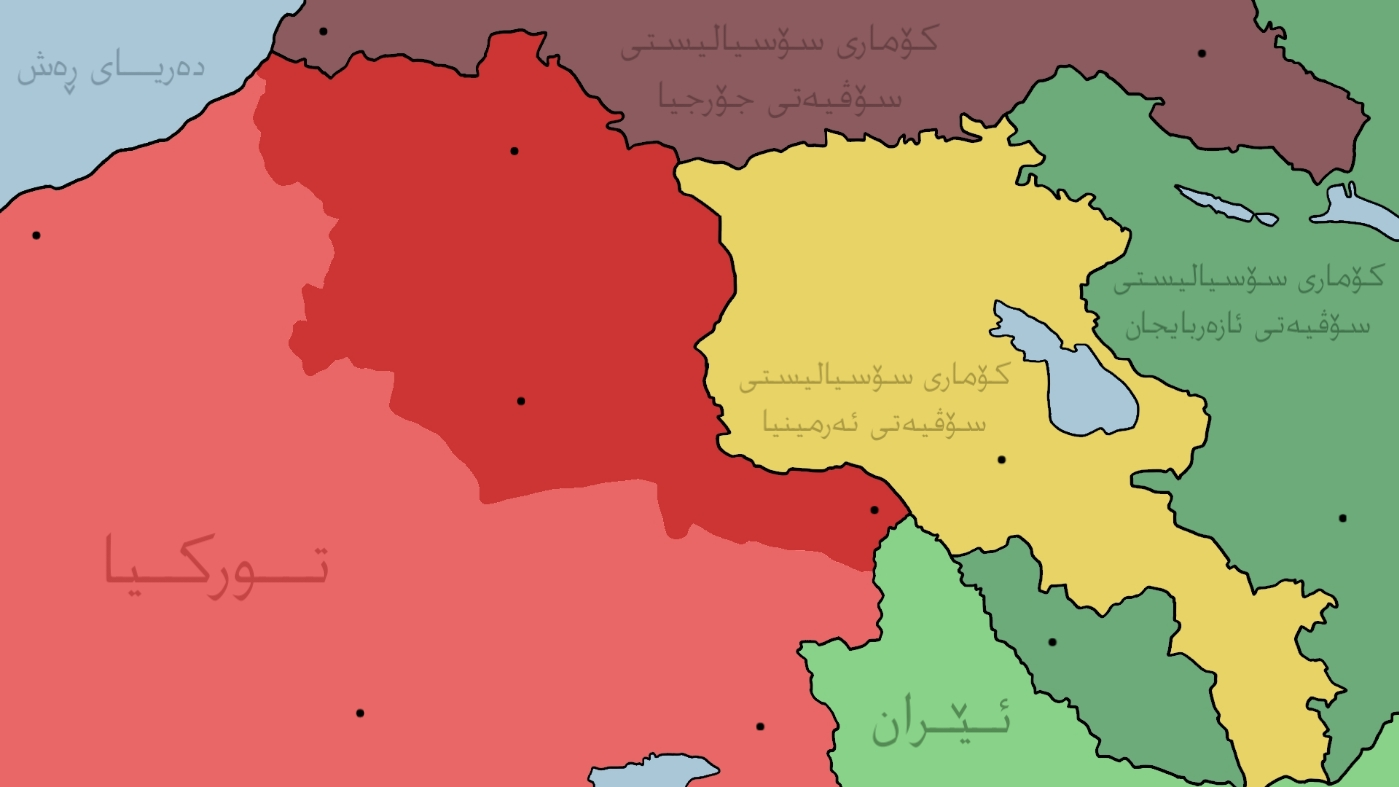
Das 1921 im Vertrag von Moskau/Vertrag von Kars der Türkei überlassene Gebiet in dunkelrot. Es entspricht in etwa den Elviye-i Selâse. Der schlauchförmige Teil im Südosten gehört dazu nicht (Iğdır), dafür das im Norden angrenzende Gebiet (Batumi)

## Geschichte
Nach dem verlorenen russisch-türkischen Krieg von 1877–1878 musste das Osmanische Reich die während des Krieges von Russland besetzten Gebiete der drei Sandschaks von Kars, Batum und Ardahan im Frieden von San Stefano an Russland abtreten. Diese Gebietsabtretung wurde nach dem Berliner Kongress im Berliner Vertrag mit wenigen Gebietskorrekturen geringen Umfangs aufrechterhalten. Das Tal von Eleşkirt mit der Festung Beyazıt fiel an das Osmanische Reich zurück. Die muslimische Bevölkerung verließ in großer Zahl (120.000 Umsiedler) das verlorene Territorium, in dem die russische Regierung Nichtmuslime wie Armenier, Deutsche, Esten und Molokanen ansiedelte.
Das Gebiet blieb aber (insoweit vergleichbar mit Elsaß-Lothringen) das Ziel osmanisch-türkischer Sehnsüchte.
Die etwaige Rückgewinnung der Elviye-i Selâse war bereits Gegenstand der Geheimvereinbarung zwischen Enver Pascha und dem Deutschen Reich während der Julikrise 1914, die den Kriegseintritt des Osmanischen Reiches in den Ersten Weltkrieg vorbereitete. Zwar verlief der Krieg an der Kaukasusfront nicht zum Vorteil des Osmanischen Reiches, doch der Zusammenbruch Russlands, erst mit der Februarrevolution 1917 und folgend mit der Oktoberrevolution ermöglichten dem Osmanischen Reich im Frieden von Brest-Litowsk am 3. März 1918 die Rückgewinnung des Gebiets. Militärisch wurde die Rückgewinnung unterstützt durch die Operationen Kâzım Karabekirs, dessen Truppen am 13. Februar Erzincan, am 12. März Erzurum, am 13. März Pasinler, am 5. April Sarıkamış und am 25. April Kars eroberten und dann bis zum Waffenstillstand über Nachitschewan bis nach Täbriz vorrückte. Nach einer Volksabstimmung am 14. Juli 1918 erfolgte durch Erlass des Sultans vom 15. August 1918 die Proklamation der Wiedervereinigung mit dem Osmanischen Reich als Vilâyet Batum. Zu einer endgültigen Vereinbarung mit den kaukasischen Nachbarstaaten kam es durch den Widerstand des Deutschen Reiches nicht mehr. Der Vertrag von Batum wurde nicht ratifiziert.
Infolge des am 30. Oktober 1918 abgeschlossenen Waffenstillstands von Mudros mussten sich die osmanischen Truppen hinter die Vorkriegsgrenzen zurückziehen. In dem entstehenden Machtvakuum bildete sich am 18. Januar 1919 die kurzlebige Südwest-Kaukasische Republik, deren Existenz durch eine britische Intervention am 13. April 1919 beendet wurde. In der Folge wurden Batum und Ardahan unter georgische, Kars unter armenische Verwaltung gestellt. Lediglich in Oltu konnte sich eine lokale Şura Hükûmeti (Ratsregıerung) bis zu ihrer Vereinigung mıt der Türkischen Nationalversammlung halten, die sich am 23. April 1920 konstituierte.
Die Situation blieb aber ungeklärt. Nach dem Misak-ı Millî (Nationalpakt) wurde das Gebiet von der türkischen Nationalbewegung beansprucht, der von der türkischen Nationalversammlung in Ankara nicht anerkannte Vertrag von Sèvres bestimmte aber dessen Abtretung an Georgien und Armenien. Die Entscheidung über die Zukunft des Landstrichs fiel schließlich in Verhandlungen zwischen der Sowjetregierung in Moskau unter Lenin und der Regierung der Türkischen Nationalversammlung in Ankara unter Mustafa Kemal, zwei seinerzeit international nicht anerkannten Regierungen.
Die Positionen der Verhandlungsparteien waren anfangs schroff gegensätzlich. Die Sowjets begehrten Teile der Vilâyets Van und Bitlis, während die türkische Seite auf dem Gebiet beharrte, das durch den Misak-ı Millî bestimmt war, also den Elviye-i Selâse mit Kars, Ardahan und Batum. Nachdem aber Lenin vertraulich Verständnis für die türkische Position gezeigt hatte, ließ Mustafa Kemal die türkischen Truppen unter Kâzım Karabekir im Türkisch-Armenischen Krieg vorrücken und Kars am 30. Oktober 1920 besetzen.
Unterdessen hatte die Rote Armee im April 1920 die Demokratische Republik Aserbaidschan besetzt und ihr ein Ende bereitet. Ende November 1920 marschierte sie in Armenien ein, wo die Demokratische Republik Armenien zum Jahresende 1920 aufgelöst wurde. Der am 2. Dezember 1920 geschlossene Vertrag von Gümrü, der den Türkisch-Armenischen Krieg beendete, wurde zur Makulatur.
Die türkische Delegation, die am 16. Januar 1921 von Kars über Tiflis, die Hauptstadt der noch unabhängigen Demokratischen Republik Georgien und Aserbeidschan nach Moskau abreiste, wurde dort am 18. Februar 1921 mit militärischen Ehren empfangen. Die türkische Delegation unter Yusuf Kemal ließ bei ihrem Aufenthalt in Tiflis ein georgisches Bündnisersuchen unbeantwortet. Nach ihrer Abreise überschritten Truppen der Roten Armee von Aserbeidschan aus die Grenze und besetzten am 25. Februar Tiflis. Zuvor hatte die georgische Regierung auf ein türkisches Ultimatum hin Ardahan und Artvin an die Türkei abgetreten, die am 23. Februar von türkischen Truppen besetzt wurden.
Nach langen Verhandlungen in Moskau wurde dort am 16./18. März 1921 der Vertrag von Moskau geschlossen. Kompensiert durch materielle Unterstützung gab die türkische Seite den Anspruch auf Batum, das ein autonomes Gebiet werden sollte, und das Gebiet von Nachitschewan auf, das seit dem Vertrag von Gümrü ein türkisches Protektorat war. Im Übrigen wurde der türkische Anspruch auf die Elviye-i Selâse in den durch den Vertrag von Gümrü festgesetzten Grenzen russischerseits anerkannt.
Zwischenzeitlich hatte der Exekutivrat der Türkischen Nationalversammlung (İcra Vekilleri Heyeti), der spätere Ministerrat, nach einer Initiative aus der Nationalversammlung, die ihrerseits wieder durch die gestürzte georgische Regierung Jordania motiviert war, am 8. März 1921 Kâzım Karabekir angewiesen, Batum zu besetzen, der diesem Befehl vom 11. bis 13. März trotz Bedenken nachkam und in Batum eine provisorische türkische Verwaltung einrichtete. Der sowjetische Kommissar Ordschonikidse protestierte hiergegen unter Berufung auf den Stand der Verhandlungen in Moskau, es kam auch zu Zusammenstößen zwischen türkischen und sowjetischen Truppen bei Batum. Am 20. März 1921 erhielten Kâzım Karabekir und der Vollzugsbeauftragte der Nationalversammlung für äußere Angelegenheiten Ahmet Muhtar den Text des Moskauer Vertrags und die türkischen Truppen räumten Batum und zogen sich hinter den Çoruh zurück. In das geräumte Gebiet rückten sowjetische Truppen ein.
Bekräftigt wurde die neue Grenze durch den Vertrag von Kars. In Vollzug der Abmachungen des Moskauer Vertrags wurde die autonome Republik Adscharien gebildet. Nachitschewan wurde als autonome Republik Aserbeidschan angegliedert. Auf türkischer Seite wurden in dem so lange strittigen Gebiet die Provinzen Artvin und Kars (nach mehreren Umorganisationen heute: die Provinzen Artvin, Ardahan, Kars und Iğdır) errichtet, der Kaza Oltu wurde in die Provinz Erzurum eingegliedert. Das wechselvolle Schicksal der Elviye-i Selâse war damit beendet. Der Vertrag von Lausanne vom 24. Juli 1923 befasste sich mit dieser Frage nicht mehr.

## Spuren und Sonstiges
- Die ehemalige russische Herrschaft ist in der Altstadt von Kars noch baulich spürbar.Architektonische Hinterlassenschaft der russischen Herrschaft in Kars

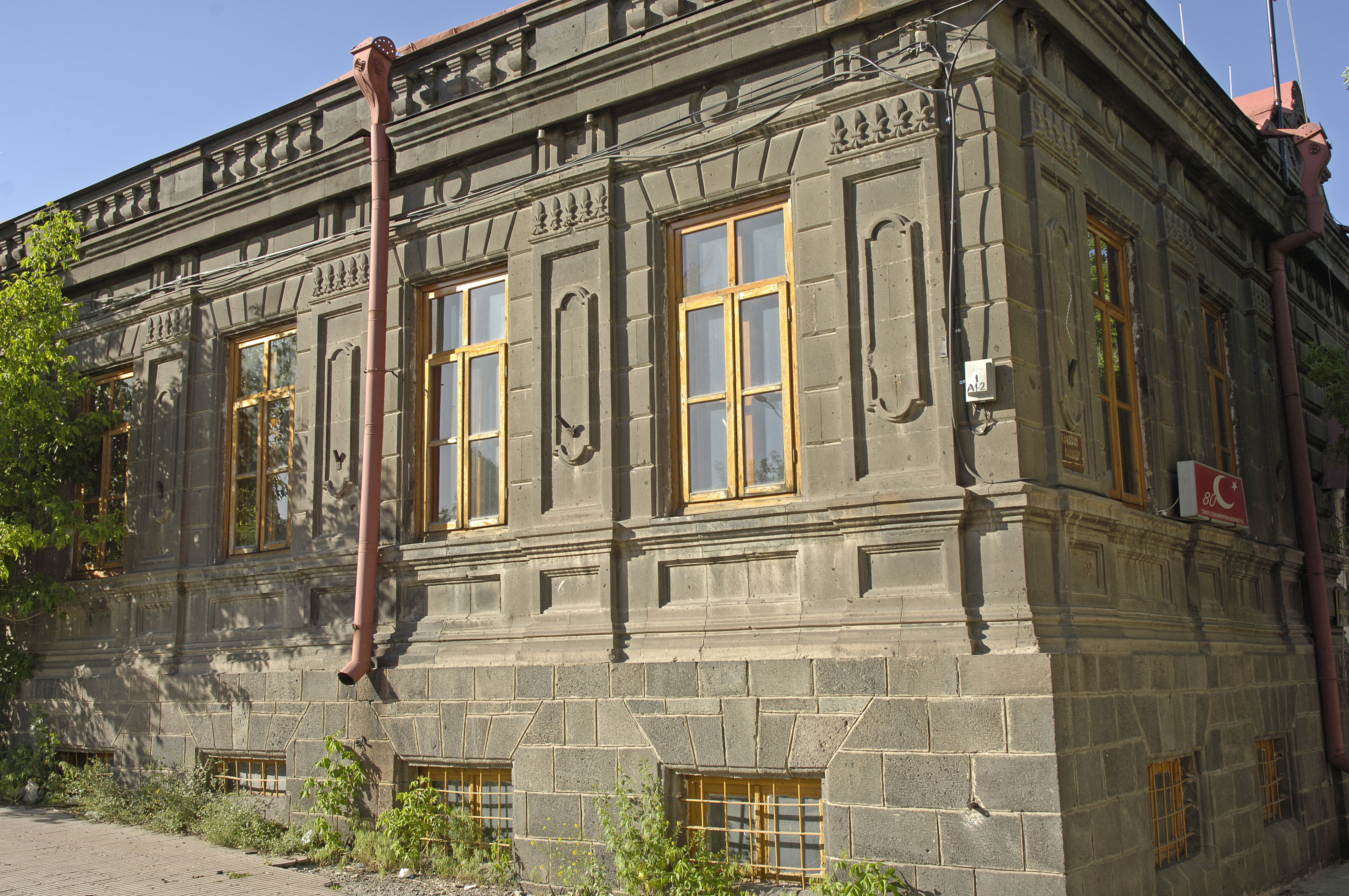
Architektonische Hinterlassenschaft der russischen Herrschaft in Kars

- Bevölkerungsmäßig sind im Bevölkerungsgruppenkatalog von Peter A. Andrews aufgrund der Volkszählung von 1965 noch einige wenige Esten, Deutsche, Kosaken und Molokanen verzeichnet, die inzwischen ausgewandert oder assimiliert sein dürften.[8]
- Die Familie des türkischen Präsidenten Recep Tayyip Erdoğan stammt aus Batum.